# Nikolaï Menchoutkine
Nikolaï Aleksandrovitch Menchoutkine (en russe : Никола́й Алекса́ндрович Меншу́ткин), né le 24 octobre 1842 et mort le 5 février 1907, est un chimiste russe qui découvrit le moyen de transformer une amine tertiaire en sel d'ammonium quaternaire via une réaction avec un halogénoalcane, aujourd'hui connue comme la réaction de Menshutkin,,.

## Biographie
Menchoutkine nait à Saint-Pétersbourg. Il quitte l'école à 16 ans et entame ses études supérieures à l'Université d'État de Saint-Pétersbourg. Diplômé de cette université en Chimie, il part pour l'Allemagne et la France afin d'améliorer ses compétences en laboratoire. Il commence par collaborer avec Adolph Strecker de l'Université de Tübingen, en 1862. Deux ans plus tard, il part pour l'Université de Paris travailler avec Charles Adolphe Wurtz. Finalement, il part en 1865 pour l'Université de Marbourg où il travaille avec Hermann Kolbe. Après être retourné en Russie, il reçoit sa maîtrise pour le travail fourni pendant son séjour en France et en Allemagne, particulièrement pour ses recherches sur la chimie de l'acide phosphoreux. En 1869, après avoir défendu sa thèse devant Dmitri Mendeleïev et Alexandre Boutlerov, il obtient un poste de lecteur à l'Université de Saint-Pétersbourg. Dans les années qui suivent, il est promu professeur des universités et publie de nombreux ouvrages de chimie qui auront une influence importante sur l'enseignement de la Chimie en Russie dans les années suivantes.
Après avoir étudié de nombreuses institutions européennes, Menchoutkine et ses collègues ouvrent un nouveau laboratoire de Chimie à l'Université de Saint-Pétersbourg en 1894.

## Travail scientifique
Menchoutkine fit sa thèse sur la réactivité de l'acide phosphoreux et montra que les trois atomes d'hydrogène de la molécule n'était pas équivalents et par conséquent que la formule HPO(OH)2 est préférable à P(OH)3.
En 1890, Menchoutkine découvrit qu'une amine tertiaire pouvait être transformée en sel d'ammonium quaternaire par réaction avec un halogénure d'alcane,.
Menchoutkine étudia l'influence des différents solvants sur le rendement de la réaction. Bien que le solvant en soit pas engagé dans la réaction, son influence sur le rendement est significative. D'un point de vue général, la stabilité des réactifs, des produits et des intermédiaires réactionnels ou des états de transitions dépend fortement de la polarité du solvant ce qui explique sa grande influence sur le rendement de la réaction. Du fait de la formation de produits ioniques, cette caractéristique est spécialement importante dans la réaction de Menchoutkine ce qui la rend idéale pour étudier les effets de solvant sur un rendement de réaction ; elle est d'ailleurs toujours utilisée pour cela .

## Source
- (en) Cet article est partiellement ou en totalité issu de l’article de Wikipédia en anglais intitulé « Nikolai Menshutkin » (voir la liste des auteurs).